# 컴 애즈 유 아 (2019년 영화)
"컴 애즈 유 아"(영어: Come as You Are)는 2019년 공개된 미국의 코미디 드라마 영화이다. 2011년 벨기에 영화 "아스타 라 비스타"의 리메이크 작품이다.

## 출연
- 그랜트 로즌마이어 - 스코티 역
- 헤이든 제토 - 맷 역
- 레비 파텔 - 모 역
- 개버레이 시디베이 - 샘 역